# توماس دي إريارتي
توماس دي إريارتي (بالإسبانية: Tomás de Iriarte)‏ (و. 1750 – 1791 م) هو كاتب رمزي ‏، ومترجم، وكاتب مسرحي، وكاتب إسباني، ولد في لوس رياليخوس، توفي في مدريد، عن عمر يناهز 41 عاماً.

## روابط خارجية
- توماس دي إريارتي على موقع الموسوعة البريطانية (الإنجليزية)
- توماس دي إريارتي على موقع ميوزك برينز (الإنجليزية)